# 타이거 마스크
타이거 마스크(일본어: タイガーマスク)는 프로레슬링을 주제로 다룬 가지와라 잇키 원작의 일본의 만화이다. 1968년부터 1971년까지 연재되었으며, 후에 애니메이션으로 만들어지기도 했다. 이 작품이 인기를 끌자, 실제로 《타이거 마스크》를 자칭하는 복면레슬러가 나타나기도 하였다. 1981년에는 《타이거 마스크 2세》가 후속편으로 만들어지기도 하였다.
한국에서는 1970년대 어린이 대상 잡지인 《소년중앙》에 한국인 저자가 리메이크한 작품이 실려 한국작품으로 잘못 알고 있는 경우가 많았다. 《타이거 마스크 2세》는 한국에서 대원 비디오로 출시되었다.
2016년 10월부터 2017년 7월까지 《타이거 마스크 W》가 방영되었다.